# Смуга громадського транспорту

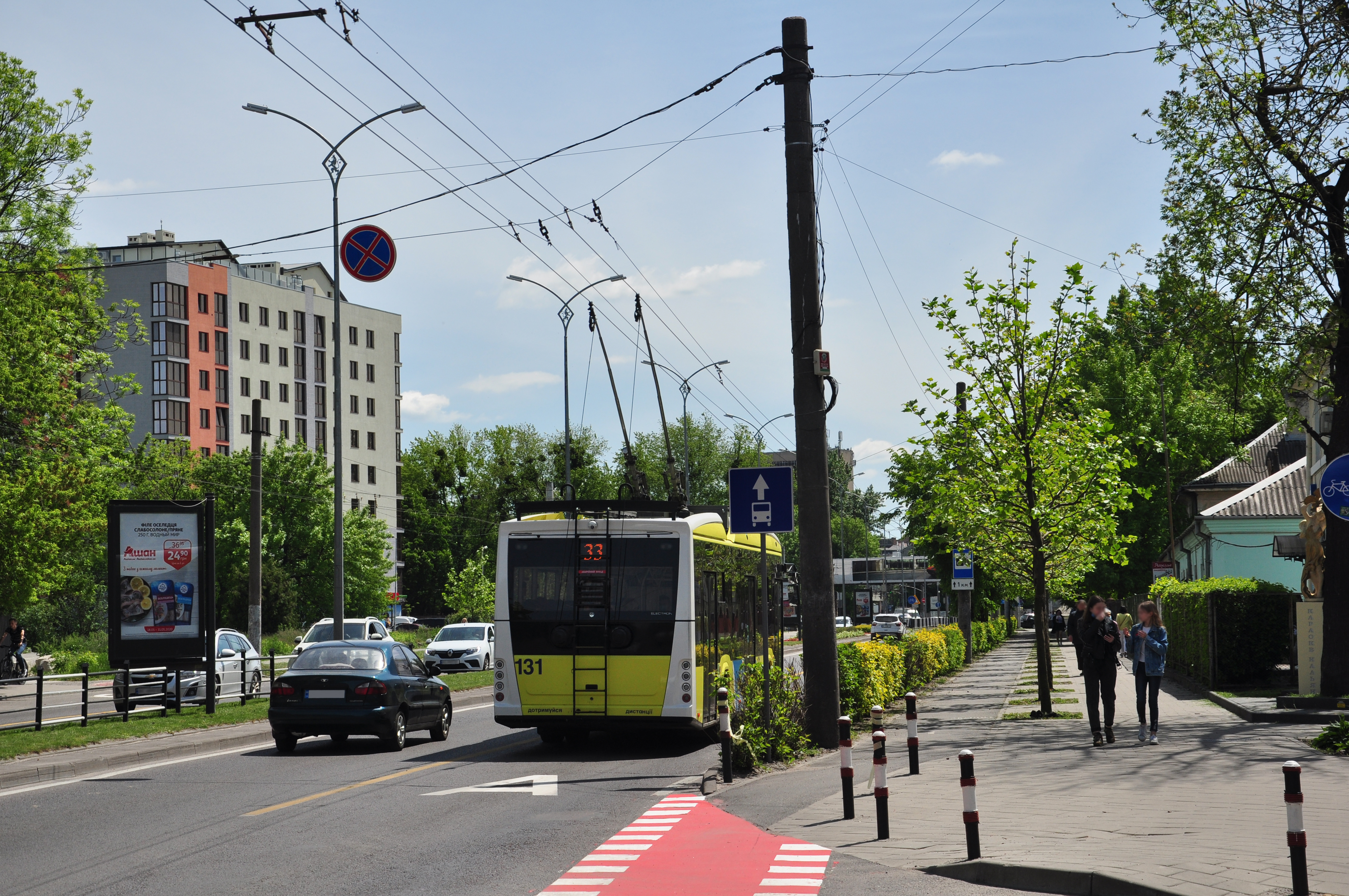
Тролейбус Електрон їде смугою громадського транспорту на просп. Чорновола у Львові

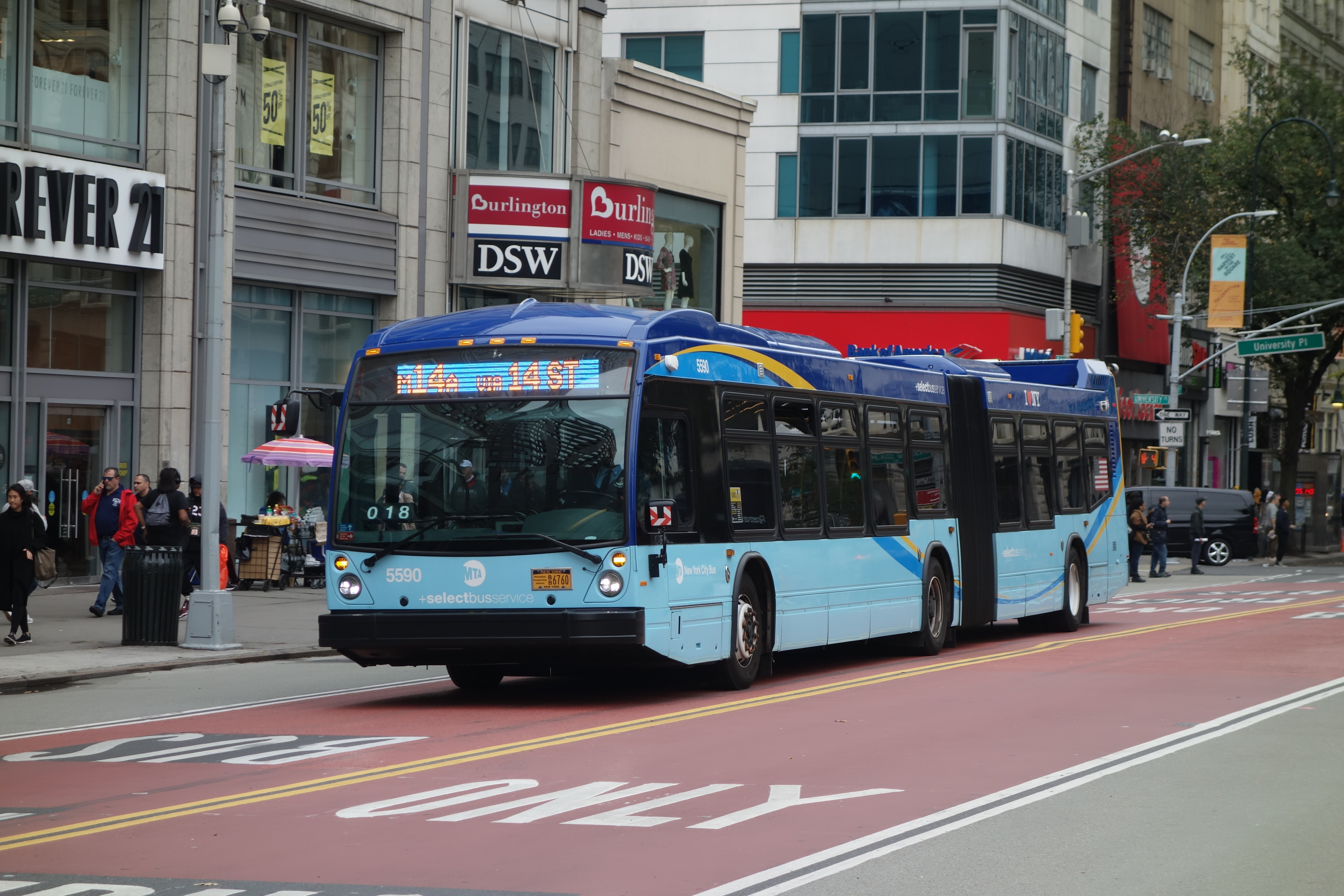
Автобусна смуга по центру вулиці, Нью-Йорк, США

Смуга для руху маршрутних транспортних засобів (неофіційно виділена смуга або смуга громадського транспорту) — це смуга, рух якою дозволяється лише транспортним засобам, що рухаються за встановленими маршрутами, тобто громадському транспорту (автобусам, тролейбусам чи трамваям). В Україні згідно з правилами дорожнього руху рух смугами для МТЗ дозволяється велосипедистам, мопедам та мотоциклам, якщо рух такою смугою здійснюється попутно загальному потоку транспортних засобів, а також таксі та транспортним засобам екстрених служб (поліція, швидка медична допомога та рятувальники ДСНС).
Головне призначення таких смуг — це прискорення руху громадського транспорту та забезпечення його передбачуваності незалежно від часу доби та наявності заторів. Створення виділених смуг дозволяє робити громадський транспорт значно ефективнішим, що відповідає принципам сталої мобільності та дає можливість перевозити більшу кількість людей без збільшення кількості смуг руху на вулиці.

## Історія
Перша у світі призначена автобусна смуга була створена в Чикаго в 1939 році.

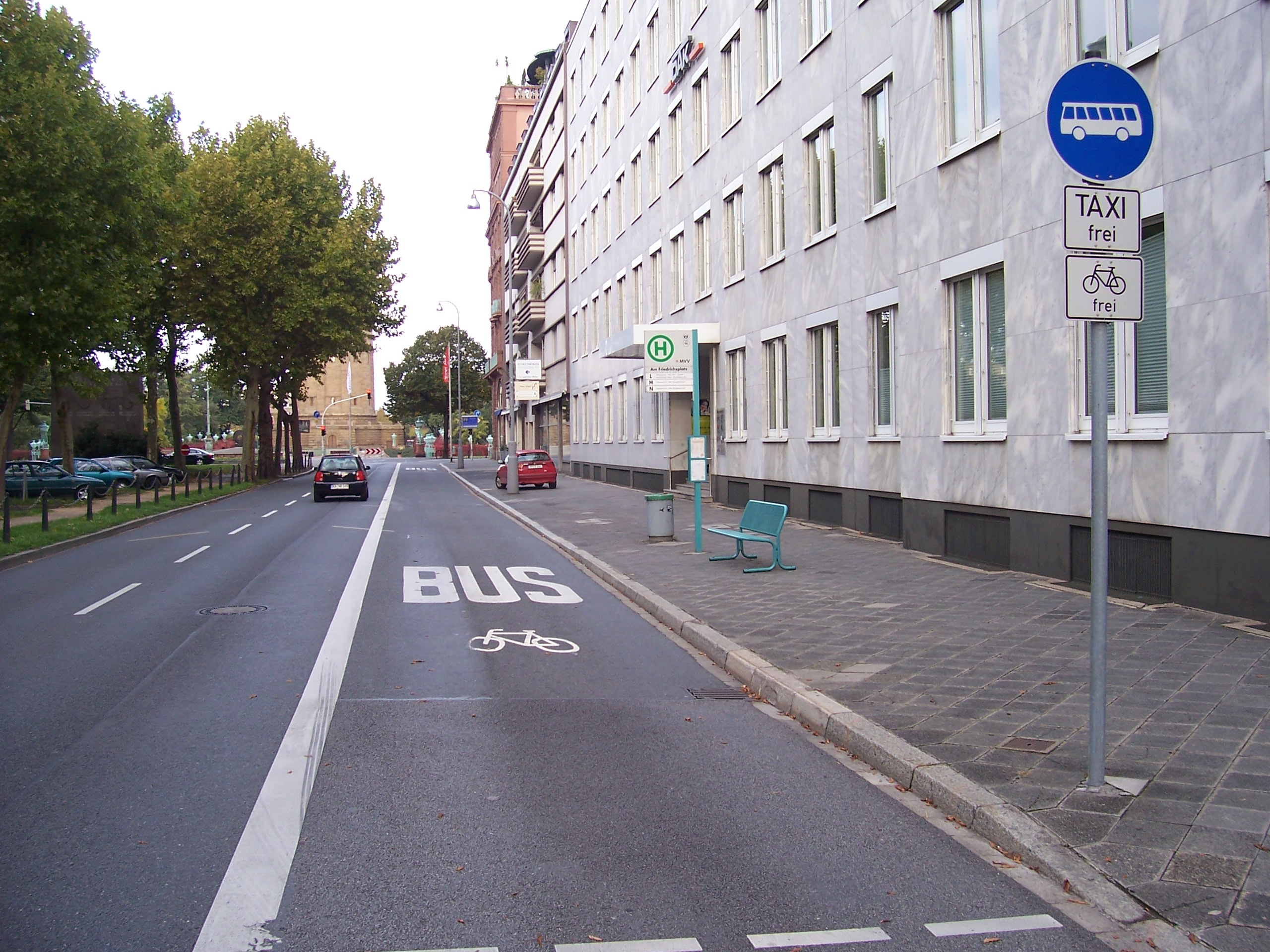
Автобусна смуга біля тротуару, Мангайм, Німеччина

Перші автобусні смуги в Європі були створені в 1963 році в німецькому місті Гамбург, коли трамвайну систему було закрито, а колишні трамвайні колії переобладнані під автобусні смуги. Невдовзі й інші великі німецькі міста, впровадили смуги для руху автобусів. У 1970 році було офіційно санкціоновано німецьким кодексом автомобільних доріг. Багато експертів з інших країн (серед перших Японія) вивчали німецький приклад і застосовували подібні рішення.
15 січня 1964 році у Франції була облаштована перша автобусна смуга вздовж набережної Лувру в Парижі, а перша смуга руху проти потоку була встановлена на мосту Альма 15 червня 1966 року.

### Смуги громадського транспорту в Україні
З 15 лютого 2021 року в Києві камери фотовідеофіксації почали розпізнавати порушення проїзду смугою громадського транспорту, першу таку камеру встановили на бульварі Миколи Міхновського, 36.
Крім повноцінних смуг для МТЗ, існують також квазі-смуги, рух якими заборонено лише для легкового транспорту, але дозволено рухатися вантажівкам, автобусам (туристичним) та маршрутним транспортним засобам. Позначаються вони дорожнім знаком 3.21 (Вʼїзд заборонено) і табличкою до знаку 7.5.3. (Вид транспортного засобу). Вулиці з такими ділянками квазі-смуг є, наприклад, у Львові (вул. Ш. Руставелі, вул. Гонти, вул. Підвальна, частина вул. Франка тощо).
Загальна довжина смуг для руху маршрутних транспортних засобів у містах України:
| Місто | Населення (млн) | Кількість ГТ | Загальна довжина смуг для МТЗ (км) | Довжина смуг для лише трамваїв (км) | Станом на          | К-сть одиниць ГТ на 1 км смуг |
| ----- | --------------- | ------------ | ---------------------------------- | ----------------------------------- | ------------------ | ----------------------------- |
| Київ  | 2,95            |              | 120                                |                                     | 31 січня 2022 року |                               |
| Львів | 717 273         |              | 44,5 (25,9+18,5)                   | 21,6 (10,7+10,9)                    | 1 січня 2022 року  |                               |
|       |                 |              |                                    |                                     |                    |                               |

## Облаштування
Виділені смуги можуть мати різне розміщення на вулиці. Вони можуть розміщуватися як з боків проїзної частини поряд з тротуаром, так і по центру. Перший варіант дозволяє влаштовувати зупинки безпосередньо на тротуарі, що є зручним для пасажирів, але при такому розміщенні можуть виникати затримки через зупинки на смузі для МТЗ інших транспортних засобів для висадки пасажирів чи розвантаження. Розміщення смуг МТЗ по центру вулиці дозволяє громадському транспорту значно краще уникати перешкод, але вимагає побудови острівних платформ для зупинок. Такий варіант часто використовують при влаштуванні системи швидкісного автобуса (bus rapid transit).
В Україні, відповідно до ПДР, смуги для руху маршрутних транспортних засобів позначають знаками 5.8 або 5.11, а також горизонтальною дорожньою розміткою 1.27 чи 1.28.1. Можливі як використання лише дорожніх знаків та розмітки, так і фізичне відокремлення смуг для МТЗ від інших смуг за допомогою делінеаторів, стовпців, бордюрів, зон озеленення чи у інший спосіб. Окрім того, можливий варіант, коли вулиця повністю призначається лише для руху громадського транспорту без можливості руху приватного транспорту.

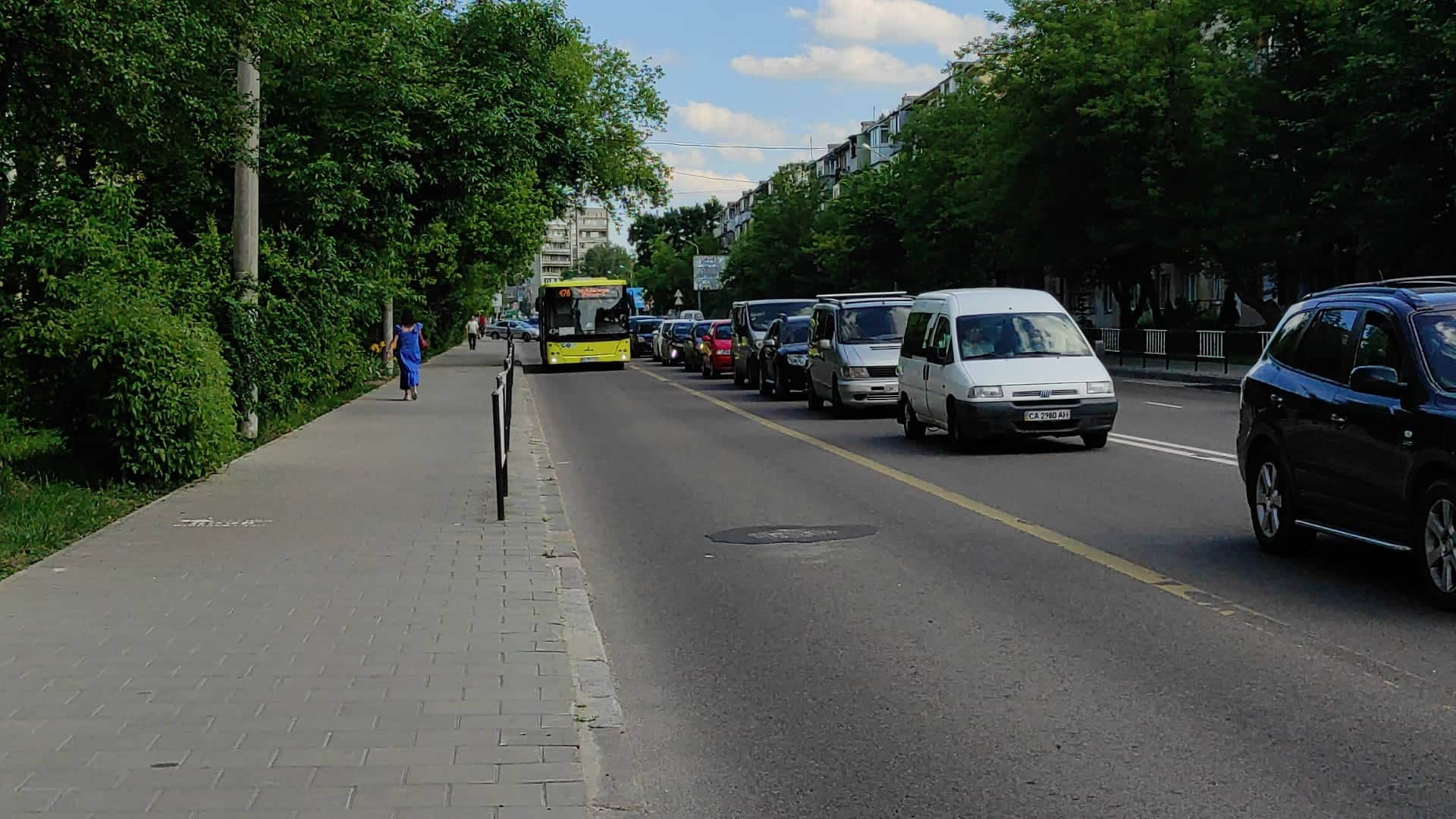
Автобус МАЗ 203 на смузі для руху маршрутних транспортних засобів на вул. Пасічній у Львові

Рух на смугах для маршрутних транспортних засобів (МТЗ) може регулюватися окремим світлофором, що забезпечує громадському транспорту пріоритет на перехрестях.

5.8. Дорога зі смугою для руху маршрутних транспортних засобів
5.9. Кінець дороги зі смугою для руху маршрутних транспортних засобів
5.10.1. Виїзд на дорогу зі смугою для руху маршрутних транспортних засобів (наліво)
5.10.2. Виїзд на дорогу зі смугою для руху маршрутних транспортних засобів (направо)
5.11. Смуга для руху маршрутних транспортних засобів
5.12. Кінець смуги для руху маршрутних транспортних засобів

## Використання

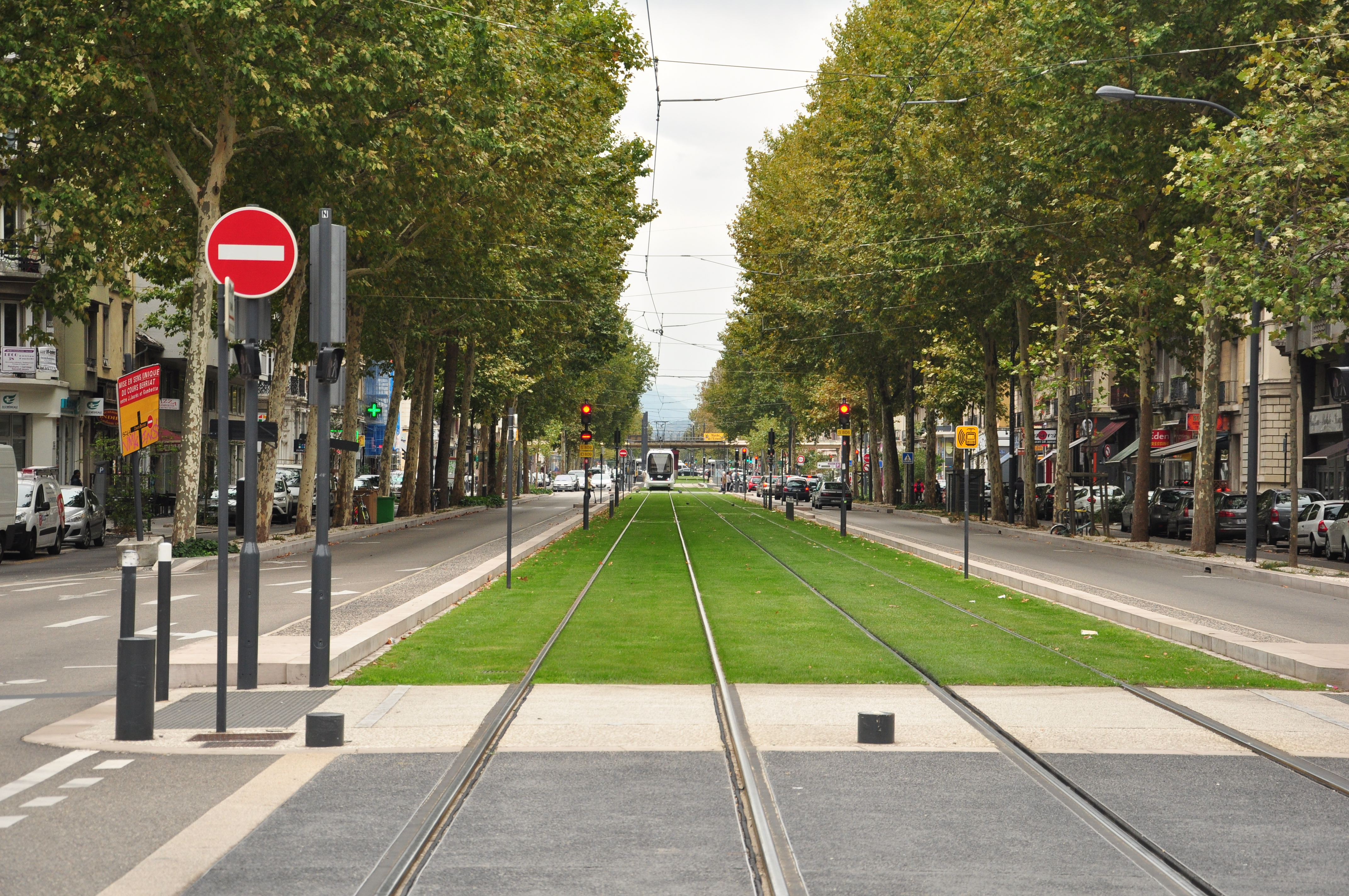
Виділена смуга з трав'яним покриттям для руху трамваїв у м. Гренобль

Ефективність автобусних смуг знижується при нелегальному паркуванні на них приватних автомобілів.
Дослідження у м. Брисбен показало, що автобусні смуги, які працюють згідно з проектом без перешкод, забезпечують значно вищий пасажиропотік. Перші заміри, які проводили у 2009-2010 роках, показали, що на смугах без належного контролю за нелегальним паркуванням рівень затримок міг складати до 90%. Після посилення контролю за паркуванням пропускна здатність смуг у загальній кількості перевезених пасажирів зросла на 12%, а середня тривалість поїздки автобусом знизилася, подекуди на 19%.
Деякі міста, зокрема Сан-Франциско та Нью-Йорк, використовують автоматичні камери (стаціонарні чи закріплені на передній частині автобуса) для фіксування випадків блокування руху автобусів приватними авто з подальшим накладанням штрафів на їхніх власників.

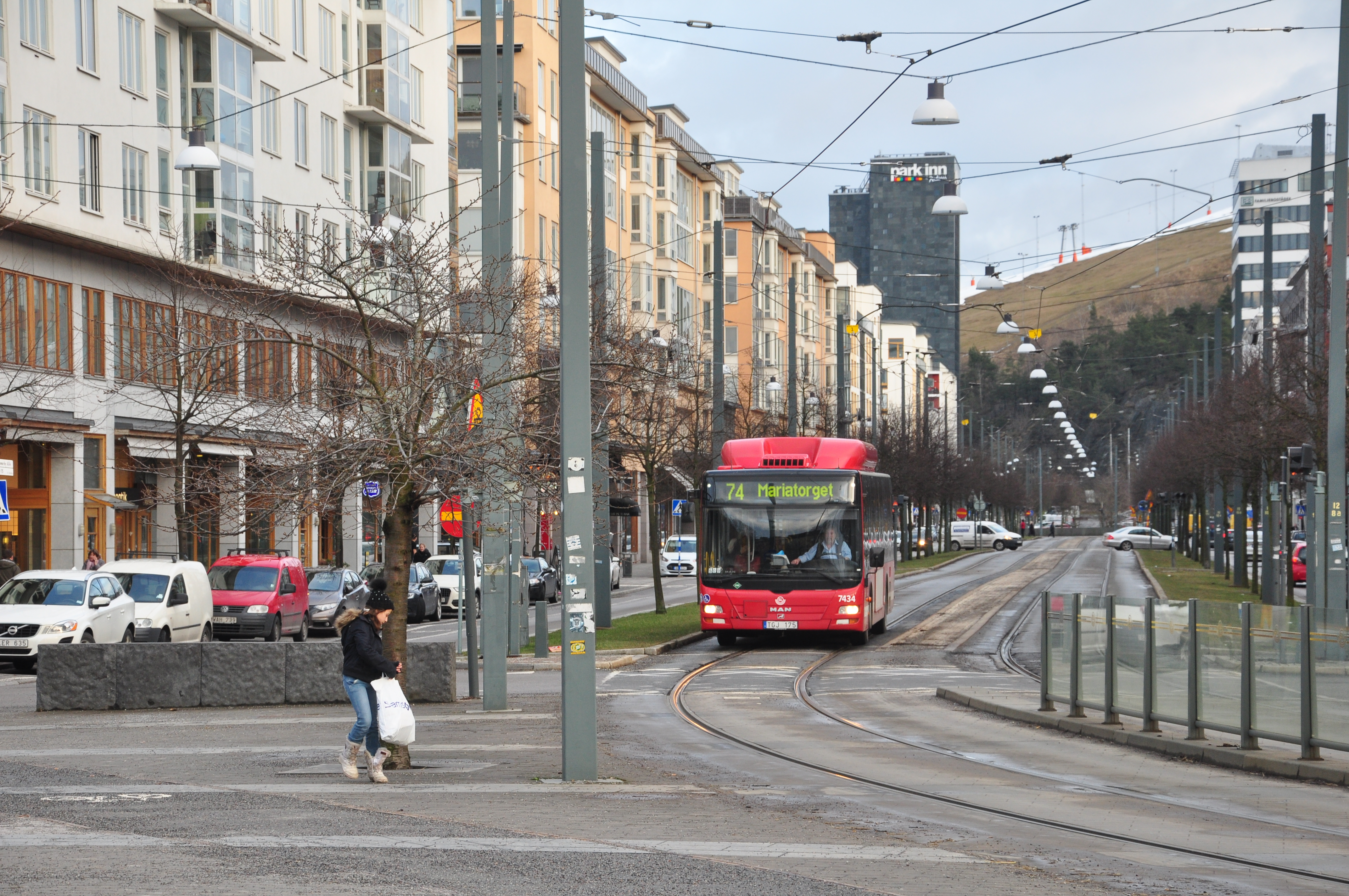
Смуга громадського транспорту з асфальтовим покриттям для спільного використання трамваями та автобусами у м. Стокгольм